# Kalmár György (labdarúgó)
Kalmár György (1913 – 1986. január 2.) labdarúgó, csatár, edző. Az 1941–42-es idény gólkirálya volt.

## Pályafutása

### Játékosként
A Szegedi TK csapatában kezdte a labdarúgást. 1931-ben a svájci FC Lausanne Sports együtteséhez szerződött, ahol két idényen át játszott és visszatért Szegedre. 1933 decemberében egy külföldi túra során szerződtette az FC Rouen. Két idény után az RC Roubaix csapatához igazolt. 1937-ben a Stade de Reims játékosa lett, ahonnan egy idény után hazatért, de mivel még egy évig érvényes szerződése volt a francia csapathoz, ezért nem léphetett pályára. Az egyéves eltiltás után a Szeged FC-ben folytatta pályafutását. Az 1941–42-es idényben a 35 góllal a bajnokság gólkirálya lett.

### Edzőként
A második világháború befejezése után már edzőként dolgozott. Először a Szegedi Dózsa csapatánál, majd az 1950-es évek elején a Szegedi Haladásnál, ahol a csapattal az élvonalba jutott 1953-ban. Az 1960-as évek elején a Szegedi Építők csapatánál tevékenykedett. 1964 és 1967 között burmai szövetségi kapitány volt. Mérlege: 11 mérkőzésen, 5 győzelem, 3 döntetlen és 3 vereség volt. 1968 szeptemberétől félévig az algériai NA Hussein Dey edzője volt. 1972-ben a Szegedi Dózsa trénere lett.

## Sikerei, díjai
- Magyar bajnokság
  - 3.: 1940–41
  - gólkirály: 1941–42 (35 gól)